# سانتا ماریا دلا پاچه
سانتا ماریا دلا پاچه (ایتالیایی: Santa Maria della Pace) نام کلیسایی در شهر رم و در نزدیکی پیاتسا ناوونا واقع شده‌است و سه نمازخانه (نیایشگاه) دارد.
در «نیایشگاه کیجی» (Cappella Chigi) واقع در این کلیسا، آثاری از رافائل، ارکوله فراتا و کوزیمو فانچلی وجود دارد. «نیایشگاه چزی» (Cappella Cesi) را آنتونیو دا سانگالو یانگر طراحی نموده‌است و دو دیوارنگاره از روسو فیورنتینو در آن دیده می‌شود. «نیایشگاه پونتستی» (Cappella Ponzetti) دیوارنگاره‌ای از بالداساره پروتزی به چشم می‌خورد. در منبر (میز خطابه) این کلیسا نیز نقاشی‌هایی از اوراتسیو جنتیلسکی، فرانچسکو آلبانی و کارلو ماراتا وجود دارد.